# Каменка (Очаковский район)
Каменка (укр. Кам'янка) — село в Очаковском районе Николаевской области Украины.
Население по переписи 2001 года составляло 1436 человек. Почтовый индекс — 57520. Телефонный код — 5154. Занимает площадь 1,37 км². Расположено на реке Янчекрак.

## История
Основано в 1752 году.
В 1946 году указом ПВС УССР село Анчекрак переименовано в Каменку.

## Местный совет
57520, Николаевская обл., Очаковский р-н, с. Каменка, вул. Очаковская, 36/1, тел. (8-05154) 95-2-19

## Известные жители
Погоржельский, Михаил Бонифациевич (1922—1995) — советский актёр театра и кино, заслуженный артист РСФСР.

## ЭСБЕ
Янчекрак (Анчекрак) — мст. Одесского у., Херсонской губ., при балке Березановке и прудах. Жит. 1100. Правосл. црк., евр. мол. дом, школа, метеорологическая станц., почта, 10 торгово-промышленных заведений.